# Історія Квебеку

## До 1608 року
Перші люди («палео-індіанці») оселилися на території Квебеку коло 10 тисяч років тому.
На момент появи перших європейців, на території сучасного Квебеку жили алгонкіни, ірокези та інуїти (ескімоси).
Вважається, що першими європейцями, що перебували на берегах річки Сватого Лаврентія, були баскські рибалки початку … століття. Але вони не залишили жодних документів, які змогли б це підтвердити.
У 1534 р. у майбутньому Квебеку висаджується французький мореплавець Жак Картьє. На мисі Гаспе він встановлює хрест і оголошує нову країну «власністю короля Франції». Він досліджує річку Святого Лаврентія, доходить аж до острова Монреаль, вступає у контакт з індіанцями.
Картьє ми зобов'язані такими назвами, як Монреаль (старою французькою — Королівська гора) та острів Орлеан (який він спочатку назвав «острів Бахус» через виноград, що там ріс). Саме Картьє записав індіанське слово «каната», яке потім перетворилося на географічну назву Канада.
Проте, спроби заснувати колонію закінчилися невдачею.

## Нова Франція(1608— 1763)
У 1608 році Самюель де Шамплен засновує місто Квебек. Це стало початком колонії Нова Франція.
Оскільки колоністів було мало, вони мали підтримувати добрі відносини з індіанцями. Шамплен встановив дружні відносини з гуронами, які у ті часи вели війну з ірокезами. Він вступив у цю війну на боці нових союзників. Але, попри французьку допомогу, ірокези перемогли. Значну частину гуронів було фізично винищено, а решта оселилася на територіях, контрольованих французами, під їхнім захистом. Щодо Нової Франції — молода колонія нажила собі сильного і войовничого ворога — ірокезів. Війни з ірокезами тривали до 1701 року, коли було укладено Великий монреальський мир поміж французами та індіанцями. Після цього ірокези стали союзниками французів та канадців — і підтримували їх у війнах з англійцями.
17 травня 1642 року Поль Шомеді де Мезоннев заснував Віль-Марі́ (сучасний Монреаль).
Значну роль у житті Нової Франції (а пізніше — Квебеку) відігравала католицька церква. Спочатку в колонії дозволяли селитися тільки католикам. Церква та адміністрація Канади приділяли велику увагу хрещеню індіанців. Монахи та монахині відкривали школи та лікарні. А у 1663 церква заснувала найстарший у Канаді вищий навчальний заклад — який тепер носить назву Університет Лаваль (фр. Université Laval).
Під час Семирічної війни Нова Франція була загарблена Великою Британією. У 1759 році, після поразки французів, канадців та індіанців у битві на Полях Абраама, англійці входять до міста Квебек. У наступному році захоплено Монреаль.
За Паризьким мирним договором від 1763 року Канада відходить до Англії, а південь Нової Франції (з містом Новий Орлеан) — до Іспанії.

## Британське панування (1763–1867)
Більшість захоплених територій Англія включає до новоутвореної Провінції Квебек (1774). Проте, після визнання незалежності Сполучених Штатів Америки, частина Провінції Квебек визнається територією цієї нової держави. До Канади іммігрують тисячі лоялістів, які оселяються, переважно, на берегах Великих Озер та на захід від річки Оттава.
Новоприбулі хотіли зберігати англійську мову, протестантську віру, дотримуватися британських законів та мати зничну для себе організацію суспільства і землевласності. Натомість, у Провінції Квебек продовжували діяти французькі закони та сеньоріальна система. Тому за Конституційним Актом 1791 року провінція Квебек була поділена на Нижню Канаду і Верхню Канаду, кожна з яких мала власний парламент (законодавчу асамблею).
На практиці, законодавчі асамблеї кожної з двох Канад не мали реальної влади. Майже всі серйозні питання вирішувала британська колоніальна адміністрація.
Тому у 1837 році відбулося Повстання Патріотів у франкомовній Нижній Канаді (Квебек) та повстання Мекензі у англомовній Верхній Канаді (Онтаріо). Повстанці вимагали створення власного відповідального уряду та реального самоврядування. Оскільки колоніальна влада відкидала такі вимоги, було проголошено незалежність як Нижньої, так i Верхньої Канади. Проте, обидва повстання зазнали поразки.
У Квебеку повстання мало ще й національно-визвольний характер.
У відповідь на повстання, колоніальна влада прийняла у 1839 р. так званий Акт про Стан Справ у Британській Америці інакше відомий як Доповідь Даргема (англ. Durham Report), за яким обидві частини Канади були з'єднані в єдину напівфедеральну британську колонію Сполучена Провінція Канади.
Пізніше, у 1867 році, була створена Канадська конфедерація (сучасна Канада), яка згодом об'єднала усі британські колонії Північної Америки. Квебек увійшов до Конфедерації на правах окремої провінції. Слід зазначити, що значна частина квебекського суспільства виступала проти входження провінції до Канади — частково з економічних, але переважно — з національних міркувань.

## ВідШово́доДюплессі(1867–1959)
Першим прем'єр-міністром Квебеку став П'єр-Жозе́ф-Олів'є́ Шово́ (Консервативна партія Квебеку).
Формально франко-канадці вважалися одним з народів-засновників Канади. Фактично ж, ті франкоканадці, що жили за межами Квебеку, не мали змоги отримувати державні послуги рідною мовою. У багатьох провінціях влада не дозволяла створення франкомовних шкіл. Навіть у Квебеку, де етнічні квебекуа складали абсолютну більшість населення, англійська була мовою комерції та виробництва. Більшість кваліфікованих та керівних посад поза державним сектором займали англомовні. Більшість квебекуа були робочими та селянами. Навіть при рівній кваліфікації, робітник британського походження мав кращу заробітну платню, ніж франкоканадець.
Англо- і франко-канадці жили двома різними, майже паралельними спільнотами. На приклад, у Монреалі англомовні селилися на захід від бульвару Сен-Лоран, а франкомовні — на схід.
Католицька церква захищала квебекуа від асиміляції, дбала про збереження їхньої мови та культури. Водночас, вона слідкувала, щоб квебекське суспільство залишалося консервативним та патріархальним. Вона також намагалася обмежити їхнє спілкування з іншими народами, боячись, щоб це не підірвало традиційний уклад життя і не сприяло асеміляції та протестантизації.
За таких умов, більшість небританських іммігрантів — українці, італійці, євреї, поляки, китайці, тощо — інтегрувалися виключно до англомовного суспільства.
У тридцятих-п'ятидесятих роки XX століття владу у Квебеку тримав консервативний та авторитарний прем'єр-міністр Моріс Дюплессі(партія Національний союз). Його правління увійшло до історії, як «Великі сутінки» (фр. la Grande Noirceur).

## Після 1960 року
Після смерті Дюплессі (1959) та приходу до влади Ліберальної партії Квебеку (5 липня 1960), почалася так звана Тиха революція — швидка модернізація квебекського суспільства. За кілька років церква втратила вплив. Тисячі монахів та монахинь залишали ордени і поверталися до світського життя. Лікарні та освітні установи були виведені з-під упорядкування церкви та передані державі. Піднявся життєвий рівень корінних квебекуа, збільшилися їхні доходи. Були відкриті нові університети та коледжі. Ціни на освіту зменшилися: тепер навіть незаможні люди могли віддати дітей вчитися.
Все це сприяла посиленню боротьби квебекців за свої національні права. Також виникли та посилилися політичні течії, що ставили за мету державну незалежність Квебеку. Більшість квебекців дотримувалася мирних шляхів боротьби. Проте не можна не згадати й Фронт визволення Квебеку — ліву терористичну організацію, що добивалася створення у Квебеку соціалістичної держави. Фронт не користувався підтримкою більшості населення. Після Жовтневої кризи 1970 — коли дії терористів спровокували тимчасове введення у Квебеку воєнного стану — організація припинила свою діяльність.
У 1968 році, під час візиту до Канади, французький президент Шарль де Голль звертається до монреальців із закликом: «Хай живе вільний Квебек!». Хоча у 1967 році ідея незалежності Квебеку вже мала численних прихильників, слова Де Голя додали їй популярності і сприяли підвищенню національної свідомості квебекців.
У 1968 році федеральний Парламент Канади прийняв Закон про офіційні мови, який надавав французькій рівні права з англійською. Проте, більшість положень цього закону так і не були втілені. Ще й сьогодні, франкомовне населення за межами Квебеку має істотні труднощі у отримані послуг рідною мовою, і їхня асиміляція триває. Водночас, лише незначна кількість англомовних канадців володіє французькою, тоді як 40% квебекуа володіють англійською.
Щоб перешкодити англіцизації Квебеку, у 1974 році французьку було оголошено єдиною державною мовою провінції. А у 1977 році, за рік після приходу до влади сувереністської Квебекської партії, було прийнято Хартію французької мови («Закон 101») — закон, спрямований на захист французької. Частина англомовного населення ще й сьогодні сприймає цей закон, як «дискримінаційний».
У 1980 році відбувся перший Референдум щодо державного северенітету Квебеку. Рене Левек — лідей Квебекської партії — мріяв про рівноправний союз між Квебеком та англомовною Канадою. Проте, за суверенітет висловилося лише 40% виборців. У 1995, на другому референдумі щодо суверенітету Квебеку, кількість прихильників незалежності збільшилася до 49%.
Сьогоднішній Квебек шукає свою національну ідентичність. Якщо раніше майже всі, хто розмовляв французькою, були етнічними квебекуа, то тепер до квебекського суспільства інтегрується все більше людей іноземного (іммігрантського) походження — представників різних релігій, рас, вихідців з різних країн та континентів. Це викликає у суспільстві дебати щодо того, що саме вважати кретерієм квебекської ідентичності, і як об'єднати всіх мешканців провінції у єдину націю.
Існування квебекської нації було визнане як квебекським, так і федеральним канадським парламентами.